# Nikolaj Markov
Nikolaj Valer'evič Markov (in russo Николай Валерьевич Марков?; traslitterazione anglosassone: Nikolay Valeryevich Markov; Tashkent, 20 aprile 1985) è un ex calciatore uzbeko naturalizzato russo, di ruolo difensore.

## Caratteristiche tecniche
Terzino o esterno destro, può giocare anche come terzino sinistro.